# Tönning
Tönning (dolnoniem. Tönn, Tönnen lub Tünn; północnofryz. Taning; duń. Tønning) – miasto w Niemczech, w kraju związkowym Szlezwik-Holsztyn, w powiecie Nordfriesland.

## Osoby urodzone w Tönning
- Jürgen Ovens – barokowy malarz
- Friedrich von Esmarch – chirurg